# Таїров Борис Олександрович
Таїров Борис Олександрович (* 16 (29) листопада 1906, Балта Одеської області — † 15 жовтня 1985, Київ) — український артист балету, балетмейстер. Заслужений артист УРСР (1954).

## Життєпис
Народився 16 (29) листопада 1906 року у місті Балта Одеської області.
У 1926 році закінчив Одеський музично-драматичний технікум (педагог В. І. Пресняков).
У 1923–1933 танцював в Одеському театрі опери і балету.
1933–1934 — у Харківському театрі опери і балету ім. Миколи Лисенка.
1934–1937 — у Київському театрі опери і балету ім. Т. Г. Шевченка. З 1934 — педагог Київського хореографічного технікуму.
1937–1940 — балетмейстер Ансамблю танцю УРСР.
1936–1951 — педагог Київського інституту театрального мистецтва. З 1962 — педагог студії при Київському театрі оперети.
1944–1972 — головний балетмейстер Київського театру оперети.

## Партії
- Бірбанто («Корсар» А. Адана)
- Капітан («Червоний мак» Р. Глієра)
- Дон Кіхот («Дон Кіхот» Л. Мінкуса)
- Панталоне («Міщанин із Тоскани» В. Нахабіна)
- Клод («Есмеральда» Ц. Пуні)

## Постановки
- балет «Чари кохання» на муз. Ріхарда Штрауса (1958)
- балет «Дівоче серце» О. Сандлера (1961)

Ставив танці в операх («Снігуронька» П. Чайковського; «Казка про рибалку і рибку» Л. Половинкіна) та оперетах.

## Сценарії балетів
- «Сорочинський ярмарок» В. Гомоляки
- «Поема про Марину» Б. Яровинського